# Carlo Colaiacovo
Carlo Colaiacovo (né le 27 janvier 1983 à Toronto, province de l'Ontario) est un joueur professionnel canadien de hockey sur glace. Il possède également la nationalité italienne. Il a un frère jumeau Paulo qui joue dans les ligues mineures.

## Biographie

### Carrière en club
En 1999, il débute avec les Otters d'Érié dans la Ligue de hockey de l'Ontario. Il est choisi au premier tour lors du repêchage d'entrée dans la LNH 2001, en 17e position au total par les Maple Leafs de Toronto. Les Otters remportent la Coupe J.-Ross-Robertson 2002. Il passe professionnel en 2003 avec les Maple Leafs dans la Ligue nationale de hockey. Il passe plusieurs saisons a joué dans la LNH et la Ligue américaine de hockey avec les Marlies de Toronto, le club école des Maple Leafs. Le 24 novembre 2008, il est échangé avec Alexander Steen aux Blues de Saint-Louis en retour de Lee Stempniak.
Le 12 septembre 2012, il signe un contrat de deux ans avec les Red Wings de Détroit. Il se blesse à son deuxième match avec les Red Wings et manque 33 parties de la saison 2012-2013. Le 3 juillet 2013, son contrat est racheté.
Le 13 novembre 2013, il retourne avec les Blues en signant un pacte d'un an, 550 000 $. La saison suivante, il signe avec les Fyers de Philadelphie (un an).
Le 3 juillet 2015, il signe un contrat d'une saison de 800 000$ avec les Sabres de Buffalo.

### Carrière internationale
Il représente l'équipe du Canada au niveau international. Il a participé aux sélections jeunes.

## Trophées et honneurs personnels
- Ligue de hockey de l'Ontario
  - 2002 : nommé dans la seconde équipe d'étoiles.
  - 2003 : nommé dans la seconde équipe d'étoiles.
- Championnat du monde junior
  - 2003 : nommé dans l'équipe d'étoiles.
  - 2003 : meilleur pointeur chez les défenseurs.
  - 2003 : meilleur passeur.

## Statistiques

### En club
| Saison     | Équipe                    | Ligue      |     | Saison régulière | Saison régulière | Saison régulière | Saison régulière | Saison régulière |   | Séries éliminatoires | Séries éliminatoires | Séries éliminatoires | Séries éliminatoires | Séries éliminatoires |
| Saison     | Équipe                    | Ligue      | PJ  | B                | A                | Pts              | Pun              | PJ               | B | A                    | Pts                  | Pun                  |                      |                      |
| 1999-2000  | Otters d'Érié             | LHO        | 52  | 4                | 18               | 22               | 12               | 13               | 2 | 4                    | 6                    | 9                    |                      |                      |
| 2000-2001  | Otters d'Érié             | LHO        | 62  | 12               | 27               | 39               | 59               | 14               | 4 | 7                    | 11                   | 16                   |                      |                      |
| 2001-2002  | Otters d'Érié             | LHO        | 60  | 13               | 27               | 40               | 49               | 21               | 7 | 10                   | 17                   | 20                   |                      |                      |
| 2002-2003  | Otters d'Érié             | LHO        | 35  | 14               | 21               | 35               | 12               | -                | - | -                    | -                    | -                    |                      |                      |
| 2002-2003  | Maple Leafs de Toronto    | LNH        | 2   | 0                | 1                | 1                | 0                | -                | - | -                    | -                    | -                    |                      |                      |
| 2003-2004  | Maple Leafs de Saint-Jean | LAH        | 62  | 6                | 25               | 31               | 50               | -                | - | -                    | -                    | -                    |                      |                      |
| 2003-2004  | Maple Leafs de Toronto    | LNH        | 2   | 0                | 1                | 1                | 2                | -                | - | -                    | -                    | -                    |                      |                      |
| 2004-2005  | Maple Leafs de Saint-Jean | LAH        | 49  | 4                | 20               | 24               | 59               | 5                | 0 | 1                    | 1                    | 2                    |                      |                      |
| 2005-2006  | Maple Leafs de Toronto    | LNH        | 21  | 2                | 5                | 7                | 17               | -                | - | -                    | -                    | -                    |                      |                      |
| 2005-2006  | Marlies de Toronto        | LAH        | 14  | 5                | 6                | 11               | 14               | -                | - | -                    | -                    | -                    |                      |                      |
| 2006-2007  | Maple Leafs de Toronto    | LNH        | 48  | 8                | 9                | 17               | 22               | -                | - | -                    | -                    | -                    |                      |                      |
| 2006-2007  | Marlies de Toronto        | LAH        | 5   | 1                | 5                | 6                | 4                | -                | - | -                    | -                    | -                    |                      |                      |
| 2007-2008  | Maple Leafs de Toronto    | LNH        | 28  | 2                | 4                | 6                | 10               | -                | - | -                    | -                    | -                    |                      |                      |
| 2007-2008  | Marlies de Toronto        | LAH        | 2   | 0                | 0                | 0                | 0                | -                | - | -                    | -                    | -                    |                      |                      |
| 2008-2009  | Maple Leafs de Toronto    | LNH        | 10  | 0                | 1                | 1                | 6                | -                | - | -                    | -                    | -                    |                      |                      |
| 2008-2009  | Blues de Saint-Louis      | LNH        | 63  | 3                | 26               | 29               | 29               | 4                | 0 | 0                    | 0                    | 2                    |                      |                      |
| 2009-2010  | Blues de Saint-Louis      | LNH        | 67  | 7                | 25               | 32               | 60               | -                | - | -                    | -                    | -                    |                      |                      |
| 2010-2011  | Blues de Saint-Louis      | LNH        | 65  | 6                | 20               | 26               | 23               | -                | - | -                    | -                    | -                    |                      |                      |
| 2011-2012  | Blues de Saint-Louis      | LNH        | 64  | 2                | 17               | 19               | 22               | 7                | 0 | 3                    | 3                    | 16                   |                      |                      |
| 2012-2013  | Red Wings de Détroit      | LNH        | 6   | 0                | 1                | 1                | 2                | 9                | 0 | 1                    | 1                    | 2                    |                      |                      |
| 2012-2013  | Griffins de Grand Rapids  | LAH        | 2   | 0                | 0                | 0                | 0                | -                | - | -                    | -                    | -                    |                      |                      |
| 2013-2014  | Blues de Saint-Louis      | LNH        | 25  | 1                | 3                | 4                | 18               | -                | - | -                    | -                    | -                    |                      |                      |
| 2014-2015  | Flyers de Philadelphie    | LNH        | 33  | 2                | 6                | 8                | 10               | -                | - | -                    | -                    | -                    |                      |                      |
| 2015-2016  | Sabres de Buffalo         | LNH        | 36  | 1                | 4                | 5                | 10               | -                | - | -                    | -                    | -                    |                      |                      |
| 2016-2017  | Adler Mannheim            | DEL        | 27  | 8                | 16               | 24               | 28               | 6                | 1 | 2                    | 3                    | 2                    |                      |                      |
| 2017-2018  | Adler Mannheim            | DEL        | 30  | 2                | 8                | 10               | 14               | 6                | 0 | 1                    | 1                    | 0                    |                      |                      |
| Totaux LNH | Totaux LNH                | Totaux LNH | 470 | 34               | 123              | 157              | 231              | 20               | 0 | 4                    | 4                    | 20                   |                      |                      |

### En équipe nationale
| Année | Compétition                 |   | PJ | B | A  | Pts | Pun               |  | Résultat |
| 2002  | Championnat du monde junior | 7 | 0  | 3 | 3  | 2   | Médaille d'argent |  |          |
| 2003  | Championnat du monde junior | 6 | 1  | 9 | 10 | 2   | Médaille d'argent |  |          |
| 2011  | Championnat du monde        | 5 | 0  | 0 | 0  | 0   | Cinquième place   |  |          |